# Вести (телепрограмма)
«Ве́сти» — информационная программа ВГТРК. Имеет рубрики «Погода» и «Местное время». C середины 1990-х годов (с некоторыми исключениями) выходит в эфир каждые 3 часа. Выпуски выходят каждые полчаса в программе «Утро России» с 5:00 до 9:00 с региональным блоком, 9:00 — 55 минут, 11:00 — 60 минут, 14:00, 16:30 и 3:00 — 30 минут, в 20:00 с понедельника по пятницу — 90 минут, по субботам — 60 минут.

## История

### 1991—1994
Создателями программы были: Евгений Киселёв, Олег Добродеев, председатель ВГТРК — Олег Попцов и генеральный директор ВГТРК — Анатолий Лысенко.
Первый выпуск программы «Вести» вышел в эфир 13 мая 1991 года в понедельник в 17:00 и шёл 10 минут. Ведущей этого выпуска была бывшая ведущая программы «600 секунд» Светлана Сорокина. Этим выпуском начал свою работу канал РТВ. В этот день вышло ещё два выпуска «Вестей» в 20:00 и 23:00, оба шли по 15 минут.
Со следующего дня — с 14 мая 1991 года программа «Вести» стала выходить ежедневно в 20:00 и 23:00 с хронометражем 15 минут каждая. Ведущими программы стали бывшие сотрудники программы «ТСН» Евгений Киселёв, Юрий Ростов, Александр Гурнов, Владислав Флярковский и Светлана Сорокина, первым директором программы стал бывший заместитель главного редактора Главной редакции информации ЦТ СССР Олег Добродеев. Юрий Ростов и Светлана Сорокина вели 8-часовой выпуск, Евгений Киселёв и Александр Гурнов — 11-часовой выпуск, а Владислав Флярковский — субботние выпуски. Помимо уже известных журналистов, в коллективе программы были широко представлены молодые репортёры, операторы, редакторы, режиссёры — многие из работавших в тогдашних «Вестях» только начали учёбу на журфаке МГУ.
По сравнению с программой «Время» и другими информационными передачами советского телевидения, выпуски «Вестей» были новаторскими в плане подачи информации, отличались остротой, точностью и краткостью. Программа носила ярко выраженный оппозиционный характер, столь созвучный перестроечному времени, рассказывала о государственных деятелях страны «как о людях», без присущих советскому телевидению атрибутов и клише. Авторский характер выпусков программы во многом являлся причиной её высоких рейтингов в первые годы вещания РТР. В начале сюжетов появлялись плашки с указанием инициалов имени и полной фамилии корреспондентов или редакторов, иногда также операторов и звукорежиссёров. После провала ГКЧП свежеиспечённые телеканал и программа из фактически оппозиционного СМИ, оппонирующего советскому государственному официозу, стали превращаться в новый, теперь уже постсоветский официоз. На этом фоне из программы на 1-й канал Останкино к Егору Яковлеву стали уходить многие ведущие и корреспонденты «Вестей». Осенью 1991 года Евгений Киселёв ушёл из «Вестей» и вскоре стал ведущим еженедельной информационно-аналитической программы «Итоги». Ведущим ночного выпуска вместо него стал Сергей Доренко (ранее — корреспондент «Вестей»). Ещё позже ведущим ночного выпуска стал Александр Шашков (ранее — корреспондент «Вестей»).
Особую популярность завоевал выпуск «Вестей» от 7 ноября 1991 года, где ведущий Юрий Ростов и режиссер Уваркин не могли скооперироваться в подаче сюжетов в связи с отсутствием нужного количества монтажных столов и плохой связи ведущего и аппаратной, в результате чего сюжеты выходили с задержками или ошибками.
С 30 декабря 1991 года был добавлен третий выпуск «Вестей» в 14:00 с хронометражем 15 минут. С 20 января 1992 года стал выходить в эфир четвёртый выпуск «Вестей» в 8:00 также с хронометражем в 15 минут. Ведущими этих выпусков стали Арина Шарапова и Сергей Возианов (ранее корреспонденты «Вестей»). Также в 1992 году «Вести» начал вести Анатолий Ярошевский (пришедший на телевидение ещё в 1982 году).
Весной 1993 года Юрий Ростов, Александр Гурнов и Владислав Флярковский были назначены корреспондентами «Вестей» в США, Великобританию и Израиль соответственно, ведущей ночного выпуска вместо Александра Гурнова стала Татьяна Худобина (ранее — корреспондент «Вестей»), ведущей субботнего выпуска стала Светлана Сорокина. Осенью 1993 года Александр Шашков покинул РТР и перешёл на НТВ, где стал ведущим ночного выпуска информационной программы телекомпании «НТВ» «Сегодня».

### 1994—1999
С 10 января 1994 года ночной выпуск «Вестей» был перенесён на 23:20. 1 февраля того же года утренний выпуск «Вестей» был перенесён на 7:00 и стал выходить в прямом эфире (а не повтор ночного выпуска, как было ранее). Ведущими утреннего выпуска стали Сергей и Анастасия Дадыко (ранее — корреспонденты «Вестей»). С 4 апреля стал выходить в эфир четвёртый выпуск «Вестей» в 11:00 с хронометражем 5 минут, а выпуск «Вестей» по будням в 14:00 был перенесён на 16:00.
4 июля 1994 года дневной выпуск «Вестей» был перенесён с 11:00 на 12:00, а ночной с 23:20 на 23:00. Осенью того же года был закончен монтаж собственного информационно-технического комплекса. Теперь, после ухода из маленькой студии в телецентре «Останкино», «Вести» стали выходить в эфир из собственной студии на Ямском поле, создававшейся совместно с голландцами. Также, «Вести» — первая в России информационная программа, вышедшая в эфир из ньюсрума.
В 1995 году появилась программа неполитической информации «Вести в 11» под слоганом «Хорошие новости за неделю». Она просуществовала в эфире чуть более двух лет (с октября 1995 по январь 1998 года).
С 1996 года «Вести» стали уходить от концепции «эмоционально окрашенных новостей» и переходить к «сдержанной и сбалансированной подаче информации». Авторская подача новостей ведущими перестала устраивать руководство ВГТРК. По этой причине 21 ноября 1997 года Светлана Сорокина покинула РТР, вместо неё ведущей субботнего выпуска «Вестей» стала перешедшая с ОРТ Нелли Петкова. После этого в декабре 1997 года Светлана Сорокина перешла на НТВ, а Александр Гурнов возглавил телекомпанию «ТСН», производящую информационные программы для канала ТВ-6. Владислав Флярковский возглавил телекомпанию, производящую публицистические программы для канала РТР, и стал ведущим одной из них («Подробности»), а через год покинул РТР, перейдя в телекомпанию «ТСН».
Вследствие этих событий, рейтинги «Вестей» стали падать. Недавно появившиеся частные телеканалы ОРТ и НТВ, привлекавшие большое внимание зрителей к себе, уже не давали государственному телевидению безоговорочно лидировать на информационном поприще. Кремлёвские структуры и кураторы стали требовать правильного освещения всех происходящих событий с официальной точки зрения, к тому же, РТР не принял участие практически ни в одной информационной войне, в которых в те годы регулярно принимали участие первый и четвёртый каналы. Как следствие, с конца 1990-х годов «Вести» окончательно стали носить официозно-государственный характер. Один из немногих случаев, когда «Вести» в конце девяностых действительно привлекли внимание зрителей и общественности — это показ в ночь с 17 на 18 марта 1999 года видеозаписи, на которой был запечатлён тогдашний генпрокурор Российской Федерации Юрий Скуратов (или человек с похожей внешностью), забавлявшийся с проститутками.
7 августа 1998 года был открыт первый сайт телепрограммы с первоначальным адресом vesti-rtr.com (позже сменился на .ru)

### 1999—2000
В феврале 1999 года ведущий «Вестей» Михаил Пономарёв обратился с письмом к президенту и правительству страны, где обвинял руководство ВГТРК в «полной некомпетентности, целенаправленном, методичном уничтожении программы „Вести“ и канала РТР в целом и попытках ввести на канале политическую цензуру» и призывал руководство ВГТРК во главе с Михаилом Швыдким уйти в отставку. Это привело к отстранению Пономарёва от ведения выпусков, при этом он оставался в штате ВГТРК как политический обозреватель.
С 1 августа 1999 года телекомпания «Вести» становится самостоятельным федеральным государственным унитарным предприятием. С этого же момента корреспонденты в конце сюжетов стали озвучивать полные имена и фамилии членов съёмочной группы, заканчивая словом «Вести» или «X бюро „Вестей“» и, если требуется, названием города или страны.
Осенью 1999 года график выхода «Вестей» кардинально изменился: по будням утренние выпуски выходили в рамках канала «Доброе утро, Россия!» в 7:00, 8:00 и 9:00. Далее «Вести» выходили в федеральный эфир раз в четыре часа — в 9:00, 13:00, 17:00, 21:00 и 1:00. Кроме того, в московской сетке вещания существовал выпуск в 19:00, во время которого по решению руководства РТР в большинстве остальных регионов было решено транслировать местные выпуски новостей. В субботу «Вести» выходили два раза (13:00 и 21:00), а в воскресенье — один (13:00). По такому графику программа выходила с 4 сентября 1999 по 20 февраля 2000 года.
Кроме того, «Вести» первыми в России перешли на круглосуточный режим производства выпусков — они начали выходить в прямом эфире вне зависимости от московского времени. Выпуски в 19:00 и 21:00 стали вести по два ведущих сразу: Анастасия и Сергей Дадыко — одну неделю (впервые в истории российского телевидения информационную программу вела семейная пара), Олег Алалыкин и Ольга Кокорекина — другую неделю.
В октябре 1999 года программу покинули Михаил Пономарёв и Анна Павлова. Они перешли на ТВ-6, где стали принимать участие в работе обновлённой Службы информации ЗАО «МНВК». Чуть позже с РТР на ТВ-6 также перешёл ведущий программы Александр Сапожников.

### 2000—2001
31 января 2000 года председателем ВГТРК становится бывший генеральный директор НТВ Олег Добродеев. С 21 февраля, выпуски «Вестей» стали выходить по следующему графику: по будням — в 6:00, 7:00, 8:00, 9:00, 13:00, 17:00, 20:00 и 0:00 (20 марта 2000 года последний из выпусков был перенесён на 23:00), по выходным — в 13:00 и 20:00. Одновременно в программе практически полностью меняется состав ведущих, а часть из 800 сотрудников, работавших до прихода Добродеева в «Вестях», по его же инициативе была сокращена. С этого же периода в дни проведения парламентских и президентских выборов в непрерывном режиме стал выходить многочасовой (обычно с 20:00 до 3:00) информационный канал «Вести. Выборы-20ХХ», включающий в себя прямые включения и репортажи из предвыборных штабов кандидатов, а с 2007 года — ещё и прямые включения из студий политических ток-шоу канала.
С 31 июля 2000 года выпуск в 13:00 стал выходить на час позже, также был восстановлен выпуск в 11:00. Как следствие, с этого момента и далее программа стала выходить по графику, существовавшему до 1999 года: в 6:00, 7:00, 8:00, 9:00, 11:00, 14:00, 17:00, 20:00 и 23:00. С 6 октября 2000 года «Вести» перестали быть самостоятельным юридическим лицом и были интегрированы в структуру телеканала РТР. Так была создана Дирекция информационных программ «Вести». В это же время в начале репортажей перестали указываться фамилии членов съёмочных групп или редакторов, работавших над сюжетами; соответствующая плашка, представляющая корреспондента, стала появляться только при его наличии в кадре (в 2001—2010 годах она также отсутствовала). Вместе с Добродеевым в программу в течение 2000—2002 годов перешли и многие бывшие корреспонденты Службы информации НТВ. Часть новых корреспондентов программы была набрана из российских регионов, как с местных ГТРК, так и с коммерческих региональных телекомпаний.
Приход Добродеева положительно сказался на рейтингах и влиянии «Вестей». Многие эксклюзивные материалы программы госканала, как освещение катастрофы АПЛ «Курск» или последнее интервью с захваченным чеченским повстанцем Салманом Радуевым буквально выбивали из эфира конкурентов-информационщиков с других российских телеканалов. Освещение тогдашних событий в стране и мире «Вестями» часто вызывало критические оценки со стороны журналистов. Одни критиковали информационную политику «Вестей» за чрезмерное внимание, уделяемое «паркетным» новостям (рабочим поездкам президента и премьер-министра), другие — в создании себе «рейтинга на крови» в дни общенациональных трагедий.

### 2001—2002
С 12 февраля 2001 года начала выходить в эфир программа «Вести-Москва», посвящённая жизни московского региона. Первое время она выходила в 20:30 после вечернего выпуска «Вестей». Со временем количество выпусков программы было увеличено.
С 15 сентября 2001 года, в связи с началом нового телевизионного сезона на РТР, изменилось оформление программы. С 17 сентября 2001 года хронометраж 26-минутного выпуска в 20:00 был увеличен до 34 минут.

### 2002—2006
На время чемпионата мира по футболу 2002 года (чьи матчи по Москве проходили утром или днём), с 1 по 22 июня, дневные выпуски программы выходили в 10:00, 15:00 и 17:30 (за несколько минут до либо сразу после матчей).
С 26 августа 2002 года, с момента запуска утреннего канала «Доброе утро, Россия!», утренние выпуски «Вестей» стали выходить в два раза чаще — каждые полчаса, при этом их хронометраж также сократился вдвое — с 10 до 5 минут. Тогда же выпуски новостей региональных ГТРК, ранее имевшие оригинальные названия, стали называться по подобию «Вести-Москва» следующим образом: «Вести-Урал», «Вести-Дон», «Вести-Пермь», «Вести-Волгоград», «Вести-Южный Урал», «Вести-Пенза», «Вести-Самара», «Вести-Приморье», «Вести-Кубань» и так далее.
После отмены ночного выпуска программы «Вести-Москва» в 23:20, с 26 августа по 14 ноября 2002 года с понедельника по четверг выходил выпуск «Вестей» в это же время. Впоследствии вместо него стала выходить программа «Вести+».
С марта 2003 года, после введения круглосуточного вещания на канале «Россия», стал выходить выпуск в 5:00. Вначале он разбивал трансляцию канала Euronews на две части. Затем, с августа того же года он стал открывать программу «Доброе утро, Россия!».
В 2004 году ВГТРК получила контроль над доменным именем vesti.ru, где до этого работали интернет-СМИ Антона Носика. На этот домен переехал интернет-сайт программы с домена vesti-rtr.ru (см. статью «Вести.ру»).

### 2006—2010
С 10 января 2006 года выпуски программы в 11:00 стали снабжаться субтитрами в бегущей строке синего цвета. 6 марта этого же года субтитры были добавлены и в выпуск в 17:00. 11 мая 2008 года субтитры появились в выпуске в 14:00, тогда как выпуск в 17:00 стал идти без бегущей строки. Данная расфасовка используется в выпусках в 11:00, 14:00 и 17:00 (по будням) с 16 сентября 2024 года.
С 15 мая 2006 года выпуск «Вестей» в 20:00 вновь стали вести два человека. Хронометраж также был увеличен до 40 минут.
С 2006 по 2012 год выпуски «Вестей» в 3:00 и 5:00 по московскому времени выходили на канале «Вести» (позднее — «Россия-24»).

### 2010—2016
С 4 октября 2010 по 16 марта 2012 года выпуск «Вестей» вместо 17:00 выходил в 16:00 как развёрнутый журнал событий дня. По мнению сотрудников канала «Россия-1», такие изменения позволяли более полно и оперативно информировать зрителей о важнейших событиях дня, а также укрепить единство информационного пространства страны (во многих регионах выпуск в 16:00 выходил как итоговый выпуск «Вестей»). Выпуск стали вести две пары ведущих, сменявших друг друга неделя через неделю, как и в выпусках в 20:00.

### С 2016 года
С 10 октября 2016 года репортажи московских корреспондентов выходят с понедельника по субботу в рамках отдельного блока «Вестей» в 11:00, 14:00.
Со 2 июля по 2 сентября 2018 года выпуски «Вестей» выходили из временной студии, так как основная студия находилась на реконструкции. Ее декорации повторяли дизайн основной студии, отличаясь лишь меньшим по размеру экраном и отсутствием ньюс-рума. Начиная с 2 сентября 2018 года в 12:00 МСК «Вести» выходят из модернизированной студии. Выпуски в 9:00, 11:00 и 14:00, а также эфиры на восточные регионы (1:00, 3:00, 5:00, 7:00 МСК) с 3 по 8 сентября 2018 года продолжали выходить из временной студии. С 9 сентября 2018 года все выпуски «Вестей» выходят в новой студии.

## Ведущие
- Дмитрий Киселёв (2005—2008 — «Вести+» (в 2005—2006 годах постоянно[96][97], в 2006—2008 годах в летнее и зимнее время[98]); 2006—2008, вечерние выпуски для Европейской части России, Урала и Сибири; с 2012 года — «Вести недели»[99])
- Эрнест Мацкявичюс (2006—2008 — дневные выпуски и «Вести+» (в 2006—2008 годах постоянно, в 2008—2010 годах в летнее и зимнее время[100][101]); 2008—2018 — вечерние выпуски для Европейской части России, Урала и Сибири); с 2019 года — «Вести в 20:00» по будням[102])
- Игорь Кожевин (2010—2015 — дневные выпуски; 2010—2012 — «Вести+»; 2012, 2016—2017 — вечерние выпуски; 2015—2016 — «Вести в 17:00»; с 2017 года — «Вести в 20:00» по будням)
- Денис Полунчуков (2011—2015 — «Вести. Дежурная часть»; 2015—2016 — «Вести. Утро», утренние и дневные выпуски на регионы; с 2016 года — утренние и дневные выпуски на Центральную Россию; 2020, выпуски «Вестей в 20:00» на Сибирь и Урал)
- Ирина Россиус (2015—2016 — вечерние выпуски для Европейской части России, Урала и Сибири; с 2016 года — утренние и дневные выпуски на Центральную Россию)
- Мария Ситтель (2001—2003 — дневные и вечерние выпуски на Европейскую часть России и на регионы; 2001—2003 — выпуски для телеканала «Культура»; 2003—2016 — вечерние выпуски для Европейской части России и Урала (с 2006 года — для Сибири), а также «Вести+» (в 2003—2006 годах выпуски на регионы, в 2006—2009 годах в летнее и зимнее время); с 2018 года — утренние и дневные выпуски на Центральную Россию, с 2019 года — «Вести в 20:00» по субботам)
- Евгений Рожков (2015—2016 — «Вести в 17:00»; 2015—2016, с 2017 года — «Вести в 20:00» по субботам; с 2016 года — утренние и дневные выпуски на Центральную Россию)
- Ольга Армякова (с 2025 года — ведёт в 11:00, 14:00, 17:00 по выходным)[103][104][105]
- Татьяна Ремезова (2008—2009 — рубрика «Вести-Экономика» в «Вестях» и «Вестях в субботу»; 2009 — дневные выпуски и «Вести+»; 2010—2015 — вечерние выпуски; с 2016 года — экономическая рубрика в «Вестях в 20:00» на Европейскую часть России; с 2017 года — утренние и дневные выпуски на Центральную Россию; с 2018 года — «Вести в 20:00» по субботам)[102]
- Наиля Аскер-заде (2013—2016 — экономическая рубрика в «Вестях в субботу»; с 2016 года — экономическая рубрика в «Вестях в 20:00»)[102]
- Александр Ефремов (с 2014 года — утренние и дневные выпуски на регионы, с 2017 года — выпуски в 8:00 по выходным («Местное время. Суббота», «Местное время. Воскресенье»), 2020—2021 в 11:00 по выходным)
- Оксана Куваева (с 2007 года — утренние и дневные выпуски на регионы, с 2017 года — выпуски в 8:00 по выходным («Местное время. Суббота», «Местное время. Воскресенье»), 2020—2021 в 11:00 по выходным; 2007—2012 — ночные выпуски на РИК «Вести»/«Россия-24»; 2013 — «Вести+»)
- Николай Зусик (2014—2016 — все таймслоты, кроме «Вестей в 20:00» для ЕТР, Сибири и Урала, «Вести-Москва»; с 2016 года — «Вести. Утро», утренние и дневные выпуски на регионы в летнее и зимнее время)
- Ольга Мещерякова (2014—2016 — утренние и дневные выпуски на Центральную Россию, с 2019 года — «Вести. Утро», утренние и дневные выпуски на регионы в летнее и зимнее время)
- Вера Тарасова (с 2007 года — «Вести. Утро», утренние и дневные выпуски на регионы в летнее и зимнее время; 2013 — «Вести+»)
- Андрей Шевцов (с 2016 года — «Вести. Утро», утренние и дневные выпуски на регионы в летнее и зимнее время)
- Ярослав Красиенко (с 2022 года — «Вести. Утро», утренние и дневные выпуски на регионы в летнее и зимнее время, «Вести. Неделя в городе»)
- Алексей Карев (с 2025 года — «Вести. Утро», утренние и дневные выпуски на регионы в летнее и зимнее время)

### Прогноз погоды
- Виктория Черникова (с 2016 года) — выпуски в 11:00 и 14:00 (МСК) из студии, выпуски на регионы
- Татьяна Антонова (с 2001 года) — выпуски в 11:00 и 14:00 (МСК) из студии, выпуски на регионы

### Ранее программу вели

#### 1990-е годы
- Евгений Киселёв (1991, ночной выпуск)
- Светлана Сорокина (1991—1993, вечерний выпуск; 1993—1997, субботний ночной выпуск)
- Александр Гурнов (1991—1993, ночной выпуск)
- Юрий Ростов (1991—1992[106], вечерний выпуск)
- Владислав Флярковский (1991—1993, субботние вечерние и ночные выпуски; 1996—1997, дневные выпуски)
- Арина Шарапова (1991—1996, дневной выпуск), перешла на ОРТ
- Сергей Возианов (1991—1996, дневной выпуск; 1997—1999, выпуски для телеканала «Культура»)
- Михаил Пономарёв (1991—1999, вечерний выпуск; 1997—1999, выпуски для телеканала «Культура»)
- Татьяна Худобина (1992—2000, ночной выпуск; 1997—2000, выпуски для телеканала «Культура»)
- Александр Шашков (1992—1993, ночной выпуск)
- Анатолий Ярошевский (1992—1995, дневной, затем — ночной выпуск; в 1997—1998 — «Вести-ПРО»)
- Андрей Пищаев (1993)[уточнить]
- Валерий Виноградов (1993)
- Евгений Пискунов (1994—1996, дневной выпуск), в 1996—2003 годах — собственный корреспондент программы в США
- Александр Сапожников[107] (1994—1999, дневные и ночные выпуски[108], 1997—1999, выпуски для телеканала «Культура»[109])
- Дмитрий Борисов[110] (1994—2000, дневные[111] и ночные выпуски; 1997—2000, выпуски для телеканала «Культура»)
- Сергей Дадыко[112] (1994[17][18]—1999, утренние и дневные[113] выпуски; сентябрь 1999—февраль 2000, вечерний выпуск; март-май[114] 2000, вечерние выпуски для восточных регионов России), перешёл на ТВЦ
- Анастасия Дадыко[115][116] (февраль 1994—1999, утренние[117], дневные[118], вечерние[119] и ночные выпуски (с перерывом в 1997—1998 годах); 1997, 1998—2000, выпуски для телеканала «Культура»; сентябрь 1999—февраль 2000, вечерний выпуск)[19]
- Юрий Новосёлов (1995—1997, дневные и ночные[117] выпуски)
- Алексей Воробьёв (1996—1999)
- Игорь Дерюгин (1997, дневные выпуски), потом — собственный корреспондент программы в Израиле и на палестинских территориях, в Сербии, в Грузии и на Северном Кавказе, а также в кремлёвском пуле, в 2001—2003 — собственный корреспондент программы в Чехии, в 2003—2007 — ведущий программы «Доброе утро, Россия!»/«Утро России», позже работал на «Russia Today», телерадиокомпании «Ямал Регион» и ТВЦ «Планета» (Оренбург)
- Елена Горяева (Выходцева) (1997—2009, 2012, 2016—2020; 1997—1999, обзор прессы; 1999—2009, 2012, дневные и вечерние выпуски на Европейскую часть России и на регионы; 2000—2003, выпуски для телеканала «Культура», а также «Вести+» (в 2003—2008 годах выпуски на регионы, в 2004—2005, 2008—2009 и 2012 годах постоянно, в 2006 и 2007 годах в летнее и зимнее время); 2006, 20-часовые выпуски; 2012—2016, «Вести-Москва»; 2016—2020, выпуски «Вестей в 20:00» на Сибирь и Урал)
- Ольга Кокорекина (1997—2000, дневные, позже — вечерние и ночные выпуски, а также выпуски для телеканала «Культура»[49]), перешла на ОРТ
- Анна Павлова (1997[120]—1999, дневные и итоговые выпуски, а также выпуски для телеканала «Культура»)[121], перешла на ТВ-6
- Нелли Петкова (1998—2000, утренние[122], затем вечерние выпуски, а также выпуски для телеканала «Культура»)[123]
- Сергей Ким[124] (1999—2000)
- Наталья Пастушная (1999—2000), перешла на «ТВЦ», затем на «НТВ»
- Владислав Завьялов (1999—2003, утренние и дневные выпуски на регионы; 2000—2003, выпуски для телеканала «Культура»), в настоящее время — ведущий программы «Доброе утро, Россия!»/«Утро России»
- Елена Мартынова (1999—2008; в 1999—2004 — утренние выпуски; в 1999—2003 — выпуски для телеканала «Культура»; в 2004, «Вести-Москва»; в 2004—2008 — утренние, дневные и вечерние выпуски на Европейскую часть России и на регионы, а также «Вести+»)[125]

#### 2000-е годы
- Ирина Палей (2000, утренние выпуски)
- Михаил Ермолаев (2000, утренние выпуски)[126]
- Анастасия Мельникова[127][128] (2000—2001, утренние, дневные и вечерние выпуски на Европейскую часть России и на регионы, а также выпуски для телеканала «Культура»[129][130]; 2001—2004, «Вести-Москва»; 2004—2005, утренние и дневные выпуски на регионы[131]), ранее работала на канале «ТВ Центр», сейчас — в информационном агентстве «Россия сегодня»
- Евгений Ревенко (2000—2003, 2008—2012; в 2000 — ночные выпуски; в 2000—2001 — вечерние выпуски на Европейскую часть России, Урал и Сибирь и выпуски для телеканала «Культура»; в 2001—2003 и 2008—2012 — «Вести недели»), в 2003—2005 и 2012—2016 годах являлся менеджером в Дирекции информационных программ, первым заместителем генерального директора ВГТРК и директором Дирекции информационных программ, в 2005—2007 годах был заместителем руководства Департамента массовых коммуникаций, культуры и образования — пресс-службы при Правительстве России, в 2007—2008 годах был собственным корреспондентом программы в Украине, с 2016 года депутат Государственной Думы Федерального собрания Российской Федерации
- Михаил Антонов (2000—2008, 2014, вечерние выпуски на Европейскую часть России, Урал и Сибирь; 2000—2003, выпуски для телеканала «Культура», а также «Вести+» (в 2003—2006 годах выпуски на регионы, в 2006—2008 годах в летнее и зимнее время)[132], сейчас является собственным корреспондентом программы в Германии
- Василий Кикнадзе (6 марта[133]-май 2000[134], январь-май 2001[135][136], субботний выпуск)
- Екатерина Степанова (2000)
- Анна Федотова (2000—2001)[137]
- Сергей Пашков (2001—2003; 2001—2002, «Вести+Подробности»; 2002—2003, «Вести+»), сейчас — собственный корреспондент программы на Ближнем Востоке
- Анна Титова (2001—2003, вечерние выпуски для Европейской части России, Урала и Сибири[138], позже дневные выпуски, с 2002 года — утренние выпуски; 2002—2003, выпуски для телеканала «Культура»; 2007—2009, «Вести-Москва»)[139]
- Милена Симонова (2001—2003, утренние и дневные выпуски на регионы; 2001—2003, выпуски для телеканала «Культура»), позже — ведущая программы «Доброе утро, Россия!»
- Сергей Брилёв (2001—2003, дневные и вечерние выпуски для Европейской части России и Урала; 2002—2003, выпуски для телеканала «Культура»; 2003—2007, «Вести недели»; 2008—2022, «Вести в субботу»; 2010, выпуск на регионы и РИК «Россия-24», заменял Анастасию Белую, в 11:00 по выходным)
- Алексей Фролов (2001—2005; в 2001—2003 — утренние выпуски; в 2002—2003 — выпуски для телеканала «Культура»; в 2003—2005 — дневные и вечерние выпуски на Европейскую часть России и «Вести+» на регионы; 2005—2013, «Вести-Москва»)[140], сейчас — ведущий ежедневного ночного итогового выпуска программы «События. 25-й час» на телеканале «ТВ Центр»
- Виктория Тимофеева (2001—2006, утренние и дневные выпуски на регионы; 2002—2003, выпуски для телеканала «Культура»)[141]
- Татьяна Алдошина (2001—2002, «Вести+Подробности»)
- Екатерина Коновалова (2002—2005[142][143], 2007—2016, «Вести-Москва»), перешла на НТВ.
- Марат Кашин (2002—2007, утренние выпуски; 2002—2003, выпуски для телеканала «Культура»; 2002—2004, «Вести-Москва»)[144], перешёл на телеканал «Вести»/«Россия-24», сейчас на «КоммерсантЪ FM»
- Евгения Чиркова (2002—2003, утренние и дневные выпуски на регионы и выпуски для телеканала «Культура»)
- Зоя Милославская (2003, «Вести-Москва»)
- Олеся Лосева (2003—2004)[145], ранее — ведущая утренней программы «Доброе утро, Россия!», позже работала на «Третьем канале», телеканалах «360° Подмосковье», «Царьград ТВ», сейчас — ведущая программы «Время покажет» на «Первом канале»
- Наталья Забузова (2003—2004, утренние выпуски)[146]
- Алия Судакова (2003—2004, утренние выпуски; 2003—2007, «Вести-Москва») позже — корреспондент «ТВ Центр» на Ближнем Востоке, сейчас — ведущая вечерних выпусков новостей на израильском «9 канале»
- Глеб Пьяных (2003—2004, «Вести+»)[147], перешёл на НТВ
- Алексей Харьков (2004—2005, утренние выпуски), перешёл на НТВ, затем на телеканал «Звезда»
- Василий Журавлёв (2004—2009, «Вести-Москва»; 2008, 2011—2014, «Вести+», выпуски для восточных регионов России и «Вести» в 20:00 и 23:00 для «РТР-Планета США», в 2008 году заменял Марину Ким)
- Денис Яковлев (2004—2005, «Вести-Москва»)[148], ранее — ведущий программы «Вести. Дежурная часть»
- Екатерина Григорова (2004—2012, 2014, 2016—2017, «Вести-Москва»; 2010—2012, выпуски для восточных регионов РФ и «РТР-Планета США»; заменяла Анастасию Белую, Оксану Куваеву и Василия Журавлёва), ведёт «Погоду 24» на телеканале «Россия-24».
- Татьяна Алексеева (2005, «Вести-Москва»), перешла в телерадиокомпанию «Мир»
- Ирина Лосик (2005—2006, утренние выпуски)[149][150], перешла на телеканал «Звезда»
- Дмитрий Петров (2005, утренние выпуски; 2006, дневные выпуски), сейчас — специальный корреспондент программы
- Алексей Логинов (2005—2008, «Вести-Москва»), позже — ведущий программ «События» («ТВ Центр»), «Новости дня» («Звезда») и «Новости» («Вместе-РФ»).
- Вера Серебровская (2005—2009, «Вести-Москва»; 2008—2009, выпуск для восточных регионов РФ и РИК «Вести», заменяла Салиму Зариф и Марину Ким), перешла на телеканал «Вести»/«Россия-24», гораздо позже — на ОТР в программу «Отражение»
- Светлана Родина (2006)
- Ирина Муромцева (2006—2007)[151], перешла на «Первый канал», сейчас — ведущая программы «Доброе утро, Россия!»/«Утро России».
- Андрей Кондрашов (2006—2007, 17-часовые выпуски и «Вести+» (в 2006—2007 годах постоянно, в 2007—2010 годах в летнее и зимнее время); «Вести недели» (в 2007—2008 годах постоянно, в 2014—2018 годах в летнее и зимнее время); 2008—2014, вечерние выпуски; 2014—2018, «Вести в 20:00»; 9 мая 2018), в 2018—2023 годах является первым заместителем генерального директора ВГТРК, перешёл на информационное агентство ТАСС
- Татьяна Александрова (2006—2007, 20-часовые выпуски), перешла на «Пятый канал», отныне — руководитель отдела маркетинга торговой сети «Максидом»
- Инга Юмашева (2006—2009, «Вести-Москва»; 2014—2016, «Вести. Утро» для Европейской части РФ, Западной, Центральной Европы и США; выпуски для восточных регионов РФ и «РТР-Планета США»)
- Андрей Масленников (2007, «Вести-Москва»), перешёл на телеканалы «НТН-4» (Новосибирск) и «2x2».
- Константин Сёмин (2007—2010[152][153], 17-часовые выпуски и «Вести+»[154])
- Марина Ким (2007—2008, утренние и дневные выпуски на регионы, ночные выпуски на РИК «Вести»; 2007, 2010—2013, дневные выпуски на Европейскую часть России; 2008—2010, вечерние выпуски и «Вести+»; в 2008—2010 годах в летнее и зимнее время, в 2010—2012 годах постоянно); 2013—2014, «Вести-Москва»), перешла на «Первый канал»
- Фарида Курбангалеева (2007—2014, вечерние выпуски; с 2008 года — дневные выпуски и «Вести+» (в 2008—2010 годах выпуски на регионы, в 2011—2012 годах в летнее и зимнее время))
- Николай Долгачёв (2007—2016, в 2007—2008 годах — утренние и дневные выпуски на регионы, в 2015—2016 годах — на Европейскую часть России, а также ночные выпуски на РИК «Вести» в 2008 году), затем был директором ГТРК «Калининград» с 31 мая 2016 по 31 мая 2018 года, ГТРК «Таврида» с 1 июля 2018 по 11 октября 2019 года, с 11 сентября 2023 года возглавил ГТРК «Луганск», ранее — ведущий программы «Наши» в паре с Ольгой Армяковой
- Александр Голубев (2008—2010, рубрика «Вести-Экономика» в «Вестях»; 2008—2012, дневные выпуски, а также «Вести+» (в 2008—2010 годах выпуски на регионы, в 2012 году постоянно); 2012, «Вести-Москва»), сейчас — ведущий программы «События» на телеканале «ТВ Центр»
- Андрей Петров (2008, «Вести. Утро»), сейчас — ведущий программы «Доброе утро, Россия!»/«Утро России», ещё раньше сотрудничал с каналом «РБК» и радиостанцией «Новости on-line», параллельно также работает ведущим радиостанции «Шансон»
- Аркадий Шароградский (2008—2012, «Вести. Утро»), сейчас ― ведущий русской службы «Радио Свобода»
- Салима Зариф (2008—2009, утренние и дневные выпуски на регионы, ночные выпуски на РИК «Вести», 2009—2012, «Вести+»; 2009—2012, дневные и вечерние выпуски для Европейской части России, Урала и Сибири; 2012—2014, вечерние выпуски), затем стала собственным корреспондентом программы в Санкт-Петербурге
- Игорь Каменский (2008—2014, «Вести. Утро», выпуски для восточных регионов РФ, РИК «Вести» и «РТР-Планета США»)[155], ранее работал на «ТВ Центре» ведущим рубрики программы «События» «5 минут спорта»
- Андрей Литвинов (2009—2010, утренние и дневные выпуски на регионы, субботний и дневной выпуски в ноябре 2009 года для Европейской части России, ночные выпуски на РИК «Вести»/«Россия-24», заменял Анастасию Белую; 2013, 2016, «Вести. Утро»)
- Олег Тонконог (2009—2010, утренние и дневные выпуски на регионы, ночные выпуски на РИК «Вести»/«Россия-24», заменял Салиму Зариф и Оксану Куваеву; 2009—2015, «Вести. Утро»; 2011—2012, «Вести-Москва»)

#### 2010-е годы
- Анастасия Белая (2010—2011, Вести в 11:00, 14:00 и 16:00 (Камчатка, Владивосток) для восточных регионов России, «Вести» в 8:00 (МСК) по субботам для Европейской части России на «России-1», «Вести» в 3:00 и 5:00 (МСК) на РИК «Вести»[156]; август — декабрь 2011, Вести в 20:00 и 23:00 (Нью-Йорк) на канале «РТР-Планета США»)
- Марина Калинина (2011—2013, «Вести. Утро», выпуски для восточных регионов РФ; 2013, один субботний выпуск на Европейскую часть России, затем перешла на ОТР)
- Эльдар Басилия (2012—2019, «Вести. Утро», а также утренние и дневные выпуски на регионы, затем и на Европейскую часть России; 2013, «Вести+»), ранее — корреспондент телеканала «Звезда», сейчас — ведущий программы «Новости дня» на том же канале
- Марина Губина (2013—2015, «Вести-Москва»; 2014—2015, выпуски для восточных регионов РФ и «Вести в 20:00» и 23:00 для «РТР-Планета США»), ранее работала на «MTV Россия»
- Евгений Попов (2013—2019, 2024—2025, «Вести в 23:00»; «Вести в 20:00» в летнее время и зимние каникулы)[157], прежде был собственным корреспондентом программы в США, а ещё ранее — в Украине, сейчас — ведущий программы «60 минут» в паре с Ольгой Скабеевой
- Светлана Столбунец (2015—2016, «Вести-Москва»), также вела утренние выпуски в рамках программы «Утро России» каждые полчаса, ранее — ведущая новостей экономики в рамках программы «Вести».
- Юлия Алексеенко (2015—2016, «Вести-Москва»), также вела утренние выпуски в рамках программы «Утро России» каждые полчаса, ранее — ведущая новостей экономики в рамках программы «Вести».
- Ольга Скабеева (2015—2016, «Вести.doc»; 2019, «Вести в 20:00» в летнее время и зимние каникулы), сейчас — ведущая программы «60 минут» в паре с Евгением Поповым
- Алина Гилёва (2019—2022, «Вести. Утро», выпуски для восточных регионов РФ)

#### 2020-е годы
- Роман Плюсов (2022—2023, «Вести. Утро», выпуски для восточных регионов РФ)
- Карина Чернова (Ильина) (2023—2025, «Вести. Утро», выпуски для восточных регионов РФ), ранее — ведущая новостей на телеканале «Москва 24»

#### Прогноз погоды
- Станислав Кабешев (1996—1999)
- Наталья Кулакова (1996)
- Людмила Шеламова (1996—1997, в 1997—2000 годах для телеканала «Культура»)
- Татьяна Масликова (1996—1998)
- Анна Собко (1997—2001, в 1997—2000 годах для телеканала «Культура»)
- Ирина Полякова (1998)
- Екатерина Решетилова (1999—2009, в 2000 году для телеканала «Культура»)
- Нарина Чингишбаева (2001—2002)
- Елена Ковригина (2002—2009)
- Дарья Сметанина (2004—2018)
- Татьяна Савина (2008—2020)
- Наталья Зотова (2010—2014)[158]
- Елена Уткина (2013—2014)
- Виолетта Гришина (2014—2016)

### Умершие
- Александр Алексеев (скончался в июне 2022 года, работал в программе в 2006—2007 и 2013 годах и был ведущим московских выпусков в 2012—2014 годах)
- Олег Алалыкин (скончался в июле 2012 года, работал в программе в 1995—2000 годах и новостей на телеканале «Культура» в 1999—2000 годах)[159]
- Сергей Доренко (скончался в мае 2019 года, работал в программе в 1991—1992 годах)[160]
- Михаил Зеленский (скончался в январе 2022 года, работал ведущим программы в 1999—2001 годах, новостей на телеканале «Культура» в 1999—2000 и 2017—2021 годах и московских выпусков в 2001—2011 и 2013—2021 годах)[161][162]
- Николай Сванидзе (скончался в сентябре 2024 года, работал в программе 3—4 октября 1993[15], 31 декабря 1999 и 25 апреля 2007 года)

## Корреспонденты и операторы

### Умершие
- Антон Волошин (звукооператор, погиб в июне 2014 года, работал в программе в 2013—2014 годах)[163]
- Игорь Гальперин (оператор, скончался в июне 2016 года)
- Евгений Голуб (погиб в ДТП в мае 2003 года, работал в Северной Осетии и Ростове-на-Дону)[164]
- Андрей Дементьев (скончался в июне 2018 года, работал в программе в 1997—2000 годах в Израиле)[165]
- Оксана Зеленко (погибла в ДТП в марте 2005 года, в 2002—2003 годах работала в Красноярске)[166]
- Роман Кармен (первый оператор РТР и «Вестей», скончался в октябре 2013 года)[167]
- Игорь Корнелюк (погиб в июне 2014 года, работал в программе в 2013—2014 годах)[163]
- Александр Котыга (погиб в ДТП в ноябре 2004 года)[168]
- Елена Курляндцева (скончалась в мае 2005 года, работала в программе в 2003—2004 годах)[169]
- Евгений Лагранж (оператор, погиб в марте 2013 года, работал в программе в 2001—2013 годах)[170]
- Владимир Лусканов (корреспондент «Вестей» в 2000 году, руководитель программы «Вести-Москва» в 2001—2013 годах, скончался в декабре 2022 года)[171]
- Якуб Манкиев (корреспондент в Ингушетии, убит в апреле 2013 года, работал в программе в 2000—2002 годах)
- Андрей Назаренко (оператор, погиб в июле 2016 года, работал в программе в 2010—2016 годах)[172]
- Юлианна Находкина (погибла в мае 2003 года после крушения вертолёта, работала в программе в 2001—2002 годах)[173]
- Вадим Симоненко (скончался в феврале 2005 года, в 1992—2004 годах работал в Курской области)[174]
- Юрий Сосницкий (оператор, работал в программе в 1990-х годах)
- Сергей Торчинский (скончался в декабре 2015 года, работал в программе в 1991—1994 годах)[175][176]
- Виталий Трубецкой (скончался в сентябре 2013 года, работал в программе в 2000—2011 годах[177])
- Олег Пакшин (скончался в октябре 2022 года, работал в программе в 2013—2022 годах)

## Руководители

### Главные редакторы
- Олег Добродеев (1991)
- Владимир Батуров (1991—1993)[178]
- Александр Нехорошев (1993—1996)
- Борис Непомнящий (1996—1999)
- Раф Шакиров (январь—апрель 2000)[179]
- Андрей Быстрицкий (апрель—октябрь 2000)

### Директора ДИП «Вести»
- Александр Абраменко (2000—2002)[180]
- Владимир Кулистиков (2002—2004)[181]
- Андрей Быстрицкий (2004—2006)[182]
- Юлия Быстрицкая (Ракчеева) (2006—2012)[183]
- Евгений Ревенко (2012—2016)[184]
- Андрей Кондрашов (2016—2018)[185]
- Игорь Кожевин (с 2018 года)

### Заместители главного редактора
- Нелли Петкова (1996—1998)
- Сергей Курохтин (1999—2000)

## Дополнительные выпуски

### Вести — Культура
С 3 ноября 1997 по 5 октября 2001 года и с 26 августа 2002 по 30 апреля 2003 года программа также выходила на телеканале «Культура» по будням (до 2000 года также и по выходным) от нескольких раз в день (в 1997—1999 годах) до одного выпуска (в 2000—2001 и 2002—2003 годах), в урезанном виде и с другими ведущими. В 1997—1999 и 2000—2001 годах выпуски выходили с заставкой, аналогичной выпускам на РТР, в 1999—2000 — под названием «Вести на канале „Культура“», в 2002—2003 годах — под названием «Вести — Культура». С ноября 1997 по октябрь 2001 года в печатных программах передач анонсировалась как «Новости».
С 5 мая 2003 года вместо «Вестей» на «Культуре» в 18:30 по будням стали выходить «Новости культуры»; политические новости на канале больше не выходят.

### Вести+
Итоговый выпуск. Выходил с 18 ноября 2002 по 22 августа 2013 года по будням, в плавающем графике — изначально в 23:00, позже в 0:00, ближе к концу существования — примерно в 1:30. Первоначально (до 10 июня 2003 года) программа выходила в формате ток-шоу — с ведущим Сергеем Пашковым. С 11 августа 2003 года стала обзором интересных событий дня в мире, стране и её регионах. В разное время программу вели Глеб Пьяных, Елена Выходцева, Дмитрий Киселёв, Эрнест Мацкявичюс, Андрей Кондрашов, Константин Сёмин, Салима Зариф, Татьяна Ремезова, Елена Мартынова, Мария Ситтель, Александр Голубев, Марина Ким, Игорь Кожевин, Фарида Курбангалеева, Оксана Куваева, Василий Журавлев, Вера Тарасова, Эльдар Басилия, Игорь Каменский и другие.

### Вести в 23:00
Выходила на канале «Россия-24» с 17 октября 2013 по 12 марта 2020 года. В разное время ведущими программы были Евгений Попов, Максим Киселёв, Антон Степаненко и Стас Натанзон. В марте 2020 года её место в сетке телеканала занял второй час программы «Вести с Алексеем Казаковым».
28 июня 2016 года данный вариант «Вестей» был отмечен премией ТЭФИ как «Лучшая информационная программа».

### Вести в субботу
Выходила по субботам в 20:00. Производилась Дирекцией информационных программ ВГТРК. Изначально выходила в эфир в 23:00. С 1991 по 1993 год программу вёл Владислав Флярковский, с 1993 по 1997 год ведущей была Светлана Сорокина, с 1997 по 2000 год — Нелли Петкова, в 2001 году — Василий Кикнадзе. В июне 2001 года программа закрылась.
6 сентября 2008 года программа снова вышла в эфир уже с Сергеем Брилёвым в 14:00, позже в 20:00 с хронометражем 1 час. С 13 сентября 2008 по 9 июля 2016 программа транслировалась по принципу сквозного вещания: каждый выпуск программы (11:00, 14:00 и 20:00) выходил в прямом эфире на все часовые пояса России (или дубли — зоны распространения телесигнала канала «Россия-1»).
В формате, существовавшем с осени 2008 года, программа имела рубрики (до июля 2016 года — включения от экономических обозревателей, обзор прессы в утренних выпусках), специальные репортажи, интервью. Также передача показывалась на телеканале «Россия-24» в 23:00 в более развёрнутом виде «для политических гурманов» также в прямом эфире. Также до 2016 года на телеканале «Россия-24» выходило приложение к программе «Вести в субботу» — под названием «Вести. Федерация», в котором рассказывалось об определённом регионе России с разных точек зрения. Ведущие — Сергей Брилёв и Татьяна Наумова (в 2009 году на том же телеканале выходила похожая по формату программа, но под названием «Федерация» с тем же Брилёвым и Татьяной Ремезовой).
До 2013 года включительно в период летних отпусков вместо «Вестей в субботу» выходил обычный выпуск «Вестей в 20:00». С 2014 года, в период отсутствия основного ведущего в связи с летним отпуском или праздничными днями, по субботам выходит выпуск программы «Вести в 20:00» в формате обычной будничной программы. В разное время данные выпуски вели Игорь Кожевин (с 2014 года), Андрей Кондрашов (2014—2020), Эрнест Мацкявичюс (с 2014 года), Мария Ситтель (с 2021 года), Татьяна Ремезова (с 2014 года), Евгений Рожков (с 2016 года), Денис Полунчуков (с 2022 года) и Ирина Россиус (с 2020 года).
Начиная с 10 сентября 2016 года программа выходит только в 20:00 и в 23:00. Также в студии появился сенсорный экран.
23 и 30 мая, с 18 июля по 22 августа 2020 года, с 10 июля по 4 сентября 2021 года и с 5 марта 2022 года вместо программы «Вести в субботу» стали выходить выпуски «Вестей в 20:00» с Евгением Рожковым, Марией Ситтель или Татьяной Ремезовой, изредка с Игорем Кожевиным и Эрнестом Мацкявичюсом. Связано это с тем, что Сергей Брилёв ушёл на двухнедельный карантин из-за того, что его соратник заразился коронавирусом.
С начала марта 2022 года выход программы в эфир был приостановлен из-за командировок Сергея Брилёва для съёмок документальных фильмов. А в июле этого же года Брилёв объявил об уходе из руководства ВГТРК и закрытии «Вестей в субботу».

### Вести недели
За всю историю существования программы у неё неоднократно менялись ведущие. С 16 сентября 2001 по 13 июля 2003 года ведущим был Евгений Ревенко. С 31 августа 2003 по 11 февраля 2007 года программу вёл Сергей Брилёв. С 18 февраля 2007 по 13 июля 2008 года программу вёл Андрей Кондрашов. С 7 сентября 2008 по 8 июля 2012 года программу вёл снова Евгений Ревенко. С 9 сентября 2012 года ведущим стал Дмитрий Киселёв.
До 2013 года включительно (за исключением короткого периода в августе 2008 года) в период летних отпусков вместо «Вестей недели» выходил обычный выпуск программы «Вести». С марта 2014 года, в период отсутствия ведущего Дмитрия Киселёва в связи с летним отпуском или праздничными днями, по воскресеньям выходит выпуск программы «Вести в 20:00» в формате подведения итогов недели.

### Вести. Подробности
Выходила с 10 января 1994 по 23 мая 2006 года (с перерывами). Ведущими программы были Сергей Доренко, Николай Сванидзе, Владислав Флярковский, Дмитрий Якушкин, Татьяна Худобина (1990-е), Сергей Пашков, Татьяна Алдошина, Андрей Быстрицкий, Дмитрий Киселёв, Эрнест Мацкявичюс, Дмитрий Дибров, Сергей Брилёв (все — 2000-е) и другие. До 12 июля 2001 года программа называлась «Подробности», но после объединения выпусков «Вестей» в 17:00 (выходил с 17 сентября по 11 октября) и 23:00 с этой программой, было получено новое название «Вести. Подробности».

### Вести. Дежурная часть
Правовая программа неполитических новостей. Первый выпуск программы «Вести. Дежурная часть» появился в эфире телеканала «Россия» 1 июля 2002 года. Достаточно продолжительное время передача выходила в эфир каждый будний день в объёме от 4 до 5 выпусков: первый выходил утром, последний — в районе 4-5 часов утра, перед рестартом эфира канала. В субботу до 2014 года выходил итоговый выпуск в 11:20. В 2014—2016 годах по будням выходил только один выпуск в 14:50. В настоящее время программа выходит на телеканале «Россия-24»: стандартные выпуски по будням в 18:30 и 21:30, итоговый выпуск по субботам в 18:15. Ведущие — Татьяна Петрова, Дмитрий Смирнов, Максим Мовчан, Андрей Ивлев. Похожая передача существовала с 1997 года, но называлась «Дежурная часть» и производилась объединенной редакцией МВД Российской Федерации и ЗАО «Телепроект».

### Вести. Местное время
Существует с 2001 года. Региональные выпуски новостей местных ГТРК (филиалов медиахолдинга ВГТРК). 
| Название блока                         | Дни недели  | Время выхода в эфир                            |
| -------------------------------------- | ----------- | ---------------------------------------------- |
| Вести. Утро. Местное время             | будни       | 5:07, 5:35, 6:07, 6:35, 7:07, 7:35, 8:07, 8:35 |
| Вести. Местное время                   | будни       | 9:30, 11:30, 21:10                             |
| Вести. Местное время                   | суббота     | 14:30, 20:50                                   |
| Вести. Местное время (итоговый выпуск) | воскресенье | 14:30                                          |
| Местное время. Суббота                 | суббота     | 8:00                                           |
| Местное время. Воскресенье             | воскресенье | 8:00                                           |

В блоках «Вести. Местное время» в 9:30 по будням, «Местное время. Суббота» и «Местное время. Воскресенье» также выходят тематические программы региональных ГТРК. 
Примерно с 2002 по 2008 год в конце выпуска «Вестей» в 20:00 столичный ведущий по прямой связи на короткое время передавал слово кому-либо из ведущих региональных «Вестей» (в том числе и «Вести-Москва»), и тот за 30 секунд отведённого времени должен был вкратце рассказать то, о чём детально будет сообщать зрителям своего региона. Чуть позже данная процедура стала происходить и в выпусках в 11:00, выходившем на восточные регионы как вечерний выпуск.
В 2022 году «телемосты» вернулись и происходят за несколько минут до начала блока «Местное время» в дневных и вечерних выпусках «Вестей».

### Вести. Экономика
С 31 октября 2005 до 28 декабря 2012 года в рамках выпусков программы в 11:00 и 17:00 выходил блок «Вести. Экономика», представлявшийся своими ведущими в той же информационной студии. Ведущими в разное время были Александр Кареевский, Нина Романова, Александр Голубев, Екатерина Гринчевская, Татьяна Ремезова, Олег Обухов, Анна Лазарева, Светлана Столбунец и другие.

### Вести — Спорт
Выходила с 13 мая 1991 по 2 июня 2013 года. Изначально программа существовала как рубрика после блока общественно-политической информации в дневных и вечерних выпусках «Вестей» — как с закадровым голосом комментатора, так и с ведущими в студии. С 1 июля 2002 по 7 августа 2003 года выходила и как самостоятельная программа на канале «Россия» в дневном и вечернем эфире. Выпуски вели Николай Попов, Владимир Иваницкий, Дмитрий Анисимов, Сергей Анисимов, Олег Жолобов (1990-е годы), Екатерина Коновалова, Антон Сергеев, Антон Зайцев, Павел Черемисин, Дмитрий Губерниев и Игорь Будников (2000-е годы).

### Регион. Вести — Спорт
С 3 декабря 2004 по 27 мая 2013 года в эфире телеканала «Спорт» (с 2010 года — «Россия-2») выходили и выпуски программы «Регион. Вести-Спорт». Как правило, они выходили с пятницы по понедельник в утреннем или вечернем эфире. Ближе к концу существования программа «Местное время. Вести-Спорт» ограничивалась только одним выпуском в неделю, выходившим в понедельник.

### Вести. Пресса
С 2006 по 2009 год выходила как отдельная программа на информационном телеканале «Вести» с ведущим Андреем Егоршевым, известным по программе «Пресс-экспресс». Похожие по формату выпуски также выходили с 1996 по примерно 1999—2000 годы под названием «Вести с газетных полос» (как рубрика в программе «Вести»). Рубрика представлялась своими ведущими в той же информационной студии, на позиции сбоку от основного ведущего выпуска. Представляла собой обзор газетных заголовков и интересных статей российской периодики за прошедшую часть дня, с репортажами корреспондентов, синхронами журналистов и редакторов газет.

## Экстренное вещание
В случае наиболее важных общественно-политических событий и крупномасштабных чрезвычайных происшествий выходят экстренные выпуски программы без фиксированного времени выхода в эфир и длящиеся от нескольких минут до нескольких часов.

### 1990-е годы
- В ночь с 3 на 4 октября 1993 года, после отключения всех телекомпаний, вещавших из телецентра «Останкино», РТР и «Вести», а также Пятый канал стали единственными телеканалами, кто остались в эфире[237]. Из резервной студии на Ямском поле «Вести» сообщали о ходе событий той ночи[238]. Эфир вели Светлана Сорокина (1:00, 4:15), Николай Сванидзе[239] (21:00), Валерий Виноградов (20:00, 23:05: регулярные выпуски).
- 4 октября 1993 года выходили экстренные выпуски «Вестей», которые шли в эфир в 6:10 (вёл Михаил Пономарёв), 8:00 (Светлана Сорокина), 14:20 (Валерий Виноградов, в котором велась прямая трансляция CNN штурма здания Верховного совета Российской Федерации).
- 31 августа 1994 года выходили экстренные выпуски «Вестей», в которых велась прямая трансляция о выводе российских войск из Германии.
- В первые дни января 1995 года выходили экстренные выпуски программы, полностью посвящённые штурму Грозного. Ведущими были Сергей Возианов, Дмитрий Борисов, Арина Шарапова и другие.
- 18 июня 1995 года в 11:40 вышел экстренный выпуск «Вестей» о событиях в Будённовске, прервав трансляцию 36-го тиража лотереи «Русское лото», который вёл Михаил Борисов, когда он был бессменным ведущим. Ведущим был Сергей Возианов[240].
- 2 апреля 1996 в 11:00 вышел двухчасовой выпуск программы, включавший в себя трансляции подписания Борисом Ельциным и Александром Лукашенко Договора об образовании Сообщества России и Беларуси, а также совместного заседания правительств двух государств.
- 31 августа 1999 года примерно в 21:30 вышел в эфир специальный выпуск «Вестей», который был посвящён взрывам в зале с игровыми автоматами на Манежной площади в Москве. Ведущим был Олег Алалыкин[241].

### 2000-е годы
- В день катастрофы АПЛ К-141 «Курск» в августе 2000 года в эфир выходили специальные выпуски «Вестей». В ходе выпусков корреспондент программы Аркадий Мамонтов с борта крейсера «Пётр Великий» рассказывал зрителям о последних новостях, связанных с этой трагедией. Съёмочная группа РТР была единственной допущенной на борт крейсера[242][243]. Ведущими были Анастасия Мельникова[244], Михаил Зеленский, Михаил Антонов.
- Во время пожара на Останкинской башне 27 августа 2000 года на канале периодически выходили специальные выпуски новостей с прямыми включениями по теме. До обрыва вещания на Москву и Московскую область канал успел выпустить в эфир выпуски в 17:00 и 18:00, прерывая трансляцию с чемпионата мира в классе «Формула-1»[245]. Ведущим был Михаил Антонов.
- 16 марта 2001 года, в эфир вышел специальный выпуск «Вестей» посвященный угону самолета Ту-154 в Саудовскую Аравию. Ведущим был Евгений Ревенко.
- 13 апреля 2001 года, в день освобождения Павла Бородина, в эфир вышел специальный выпуск «Вестей». Ведущим был Евгений Ревенко[246].
- 14 июля 2001 года в эфир вышел специальный выпуск «Вестей». Ведущим был Евгений Ревенко.
- 11 сентября 2001 года, в день теракта в США выходили выпуски новостей, полностью посвящённые ситуации[247][248], а в ночном эфире с логотипом РТР транслировался экспериментальный эфир канала EuroNews с русским переводом[249][250]. Ведущими выпусков были Сергей Брилёв[251][252], Михаил Антонов, Анна Титова, Евгений Ревенко. Первая информация о случившемся прозвучала в плановом выпуске в 17:00[253]. Ведущей была Елена Выходцева.
- 15 сентября 2001 года в 0:00 вышел специальный выпуск «Вестей». Ведущим был Михаил Антонов.
- 22 сентября 2001 года вышел специальный выпуск «Вестей», рассказывающий о встрече руководителей силовых структур в Сочи с президентом и о наращивании США военной группировки в Азии. Ведущим был Михаил Антонов.
- 27 октября 2001 года вышел специальный выпуск «Вестей», посвящённый подъёму АПЛ «Курск». Ведущим был Сергей Брилёв.
- 30 марта 2002 года вышел специальный выпуск «Вестей», посвящённый смерти королевы матери Елизаветы. Ведущим был Сергей Брилёв.
- 23-26 октября 2002 года, когда произошёл захват заложников в театральном центре на Дубровке, также выходили специальные выпуски «Вестей», выходившие с перерывами на программы другого содержания или же вовсе без перерывов[254][255]. Ведущими были Сергей Брилёв, Алексей Фролов, Елена Выходцева, Мария Ситтель, Михаил Зеленский, Анастасия Мельникова.
- В период начала военных действий в Ираке (ближе к концу марта 2003 года) выпуски новостей также выходили ежечасно и круглосуточно с раннего утра до ночи[256]. Первым о начале военных действий в Ираке в прямом эфире рассказал военный корреспондент программы Александр Минаков[257][258][259] в выпуске в 4:00, который вёл Сергей Брилёв[260].
- 30 и 31 мая 2003 года, во время саммитов стран СНГ и «Россия — ЕС», программа выходила из выездной студии, построенной на Заячьем острове в Санкт-Петербурге. Выпуски имели название «Вести-Нева»[261]. Ведущим вечерних выпусков был Михаил Антонов.
  - Выпуски из выездной студии на Заячьем острове также выходили во время 32-го саммита «Большой восьмёрки». Всего в таком формате вышло три программы продолжительностью 20 минут. Первые два выпуска вышли 14 и 15 июля 2006 года в 23:00, третий — 16 июля в 17:00. Ведущим был Андрей Кондрашов[262].
- 28 июня 2003 года вышел специальный выпуск программы, в котором сообщалось о военно-морских учениях в Балтийском море и о встрече президентов России и Польши в городе Балтийске в рамках данного мероприятия. Выпуск оборвал проходившую в тот момент трансляцию матча Чемпионата России по футболу, она возобновилась с места своей остановки в записи. Выпуск провёл Михаил Антонов.
- В дни взрыва в московском метро 6 февраля 2004 года и обрушения крыши в аквапарке «Трансвааль-парк» 14 февраля 2004 года в одно и то же время, в 23:00, выходили специальные выпуски «Вестей»[263].
- В день смерти президента Чеченской республики Ахмата Кадырова 9 мая 2004 года также транслировались спецвыпуски новостей[264].
- Во время террористического акта в Беслане, начиная с 14:00 1 сентября выходили ежечасные выпуски новостей в течение всех дней (1 — 3 сентября 2004 г.). Первая информация о случившемся была получена в выпуске в 14:00 из репортажа, подготовленного специальным корреспондентом Маргаритой Симоньян[257][265][266]. Выпуски вели Елена Мартынова, Михаил Антонов, Мария Ситтель и другие.
- 8 марта 2005 года в 20:00 вышел специальный выпуск новостей, посвящённый убийству президента ЧРИ Аслана Масхадова[267]. Выпуск вела Мария Ситтель.
- 2 апреля 2005 года после полуночи вышел специальный выпуск «Вестей», посвящённый смерти папы Римского Иоанна Павла Второго. Выпуск вёл Михаил Антонов.
- В день ежегодного послания Президента Российской Федерации 25 апреля 2005 года вышел 5-минутный спецвыпуск «Вестей» с ведущим Михаилом Антоновым: в том году телеканал «Россия» был единственным, кто получил право на полную прямую трансляцию ежегодного послания Президента России: для сравнения, «Первый канал» показал только сокращённую его версию, вернувшись к заранее запланированной сетке вещания[268], а НТВ ограничилось только небольшим репортажем в новостном выпуске[269].
- В день катастрофы Ту-154 под Донецком 22 августа 2006 года в 18:00 вышел специальный выпуск «Вестей». Ведущим был Андрей Кондрашов.
- 10 февраля 2007 года в рамках эфирного времени программы с 19:30 до 20:20 транслировалась полная версия Мюнхенской речи Путина[270].
- Выпуски в непрерывном режиме выходили в дни похорон президента России Бориса Ельцина[271] и Патриарха Московского и Всея Руси Алексия II (9 декабря 2008 г.)[272]
  - 9 декабря 2008 года в рамках эфирного времени программы трансляция похорон Патриарха Алексия II также сопровождалась пояснительным комментарием для зрителей, началась в 8:00 и закончилась примерно в 14:50[273]. Русская православная церковь попросила телеканалы не транслировать погребение в прямом эфире, и трансляцию оборвали по этическим соображениям[273]. В этом случае картинку дублировали только 2 телеканала: «Первый канал» и «Вести»[274].
- В дни войны в Грузии в августе 2008 года также выходили специальные выпуски новостей продолжительностью от нескольких минут до часа[275]. Выпуски вели Елена Выходцева, Константин Сёмин, Эрнест Мацкявичюс и Андрей Кондрашов.
- 17 января 2009 года в 18:17 был показан специальный выпуск «Вестей» с полной прямой трансляцией московской международной конференции по вопросам поставки российского газа в Европу с участием президента Дмитрия Медведева[276]. Ведущим был Сергей Брилёв.
- 5 декабря 2009 года был показан специальный выпуск «Вестей в субботу» (в эту субботу спецвыпуск выходил как обычный выпуск), полностью посвящённый пожару в клубе «Хромая лошадь». Ведущим был Сергей Брилёв.

### 2010-е годы
- 29 марта 2010 года, в день взрыва в московском метрополитене, был показан только один специальный выпуск, поставленный в сетку вещания в 13:30 МСК[277]. Ранее первая информация о теракте была коротко сообщена в плановом выпуске в 11:00[278]. Вследствие этого на телеканал обрушились волны критики и обвинений в неоперативности его информационной службы[277].
- Во время катастрофы под Смоленском и гибели Президента Польши Леха Качиньского (10 апреля 2010 г.) в течение дня транслировались специальные выпуски «Вестей». Первый выпуск вышел по графику в 14:00. Затем спецвыпуски о трагедии прошли в 16:55, 17:55, 0:00[279].
- 24 января 2011 года, в день теракта в аэропорту «Домодедово», были показаны только два специальных выпуска «Вестей» в 18:05 и 23:00[280]. Вследствие этого на телеканал обрушились волны критики и обвинений в неоперативности его информационной службы[281].
- 7 июля 2012 года, в день наводнения в Крымске, вышел специальный выпуск «Вестей в субботу» о случившемся[282]. 15 июля 2012 года примерно в 23:00 вышел специальный выпуск «Вестей» с сообщениями о посещении президентом города, пострадавшего от наводнения неделей ранее[283].
- В связи с войной на востоке Украины в 2014 году некоторые выпуски «Вестей» в 20:00 шли со значительно увеличенным хронометражем (до 2 часов)[284]. Первое время такие выпуски шли в двух частях с перерывом на программу «Спокойной ночи, малыши!»[285], затем — единым блоком, тем самым, смещая начало вслед идущего сериала на 20-30 минут.
- 18 марта 2014 года в 14:50 был показан специальный выпуск программы с прямой трансляцией внепланового обращения Президента РФ из Георгиевского зала Кремля — Крымской речи Владимира Путина[286]. Эфир провёл Андрей Кондрашов.
- 17 июля 2014 года, в день авиакатастрофы на Украине, в 23:00 в эфир вышел специальный выпуск «Вестей»[287]. Ведущим был Евгений Попов.
- 6 февраля 2015 года в 23:31 вышел специальный выпуск «Вестей» с объявлением результатов переговоров Меркель, Олланда и Путина по Украине в Москве[288]. Ведущим был Эрнест Мацкявичюс.
- 11 февраля 2015 года в 22:13 вышел шестиминутный специальный выпуск «Вестей» с прямым включением корреспондента Ольги Скабеевой[289]. Тема: «Заседание „Нормандской Четверки“ в Минске: Меркель, Олланд, Путин и Порошенко». В период с 23:00 до 5:00 вышло ещё 4 специальных выпуска на эту же тему, последний из которых начался в 3:00 и закончился в 4:57 по московскому времени. Все специальные выпуски вёл Эрнест Мацкявичюс. В период с 23:30 и до 3:00 в эфир выходила программа «Специальный корреспондент» с Евгением Поповым. В 0:30 и 1:30 программа прерывалась на выпуск «Вестей». В 5:00 эфир телеканала пошёл по плановой телепрограмме.
- В день авиакатастрофы российского самолёта в Египте 31 октября 2015 года плановый выпуск «Вестей в субботу» с Сергеем Брилёвым в 14:00 продлился около получаса и был полностью посвящён данной теме. Затем в 16:45 вышел специальный выпуск программы на ту же тему, который закончился в 17:45[290]. 1 ноября 2015 года выходили специальные выпуски «Вестей» с новыми подробностями авиакатастрофы[291] в 8:00, 10:20 (вместо программы «Вести-Москва. Неделя в городе»), 11:00, 14:00 и 16:30[292]. Все выпуски вёл Евгений Рожков.
- В связи с террористическими актами в Париже, произошедшими поздно вечером в пятницу 13 ноября 2015 года, плановый выпуск «Вестей в субботу», вышедший в эфир на следующий день в 14:00, продлился около получаса и был полностью посвящён данной теме[293].
- 19 марта 2016 года в 17:00 вышел специальный выпуск «Вестей», посвящённый авиакатастрофе в Ростове-на-Дону. Ведущим был Евгений Рожков.
- 18 сентября 2016 года, в день выборов депутатов Государственной думы, в 17:00 вышел внеплановый выпуск программы продолжительностью 5 минут, в котором сообщалось о ходе голосования. Практически полностью выборам были посвящены и плановые выпуски в 11:00 и 14:00[294]. Все выпуски вела Ирина Россиус.

### Регулярные специальные выпуски
- Ежегодно перед прямыми трансляциями праздничных богослужений выходят специальные выпуски «Вестей» — в 22:55 6 января перед Рождеством Христовым и «Вести в субботу» после 23:00 перед Пасхой.
- Также перед и после телеконференций Президента РФ выходят специальные выпуски «Вестей».

## Награды
Дважды, в 1995 и 2001 годах телепрограмма «Вести» стала обладателем премии ТЭФИ в номинации «Лучшая информационная программа». В 2016 году награды была удостоена и программа «Вести в 23:00», выходящая на телеканале «Россия-24».

## Логотип

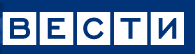
Логотип программы «Вести» 2002—2010 годов

- Лошадей, которые десятилетие использовались в заставках программы, придумал и сделал вместе со своим братом Владленом художник, режиссёр и продюсер Игорь Барбэ[295].
- Логотип программы «Вести» 2002—2010 годов напоминает логотип Би-би-си (BBC).

## Фильмы о «Вестях»
- «Сюжет. Легенда по имени „Вести“» (1997) — фильм Бориса Бермана и Ильдара Жандарёва в рамках блока «Студия „К-2“ представляет». Рассказ об истории и настоящем тогдашних «Вестей» — от авторов и ведущих программы — Евгения Киселёва, Олега Добродеева, Светланы Сорокиной, Михаила Пономарёва, Николая Сванидзе, Александра Гурнова, Александра Нехорошева, Владислава Флярковского, Алексея Самолётова, Анастасии и Сергея Дадыко, Сергея Зенина, Эдуарда Гиндилеева и других[296].
- «Вести. Первые 20 лет» (2011) — фильм Андрея Кондрашова к 20-летию программы. Рассказ об истории программы и наиболее запоминающихся моментах работы над ней от её ведущих и корреспондентов разных лет[297].
- «Репортёр» (2016) — фильм Саиды Медведевой, согласно подзаголовку, приуроченный к 25-летию программы. В отличие от двух предыдущих, по большей степени сконцентрирован на дне сегодняшнем и событиях недавнего прошлого (Норд-Ост, Беслан, война в Грузии, протесты 2011—2013 годов, Евромайдан, игры в Сочи, аннексии Крыма, войны в Сирии и войны на востоке Украины)[298]. Повествование ведётся от лица современных ведущих и корреспондентов «Вестей»[299].